# 神秋昌史
神秋 昌史（かみあき まさふみ、1985年4月23日 - ）は、日本のライトノベル作家。兵庫県姫路市出身。大阪府現住。

## 人物
2010年9月、集英社主催の第9回スーパーダッシュ小説新人賞大賞受賞作『オワ・ランデ! ヤレない貴族のオトシ方』でデビューした（受賞時のタイトルは『オワ・ランデ 〜夢魔の貴族は焦らし好き〜』、同回のもう1人の大賞は兎月竜之介）。
2020年10月から、日本SF作家クラブ会員。

## 作品リスト

### 集英社
作品はスーパーダッシュ文庫より刊行
- オワ・ランデ! ヤレない貴族のオトシ方 （2010年9月、イラスト：イチリ）
- オワ・ランデ! 2 とろけるモノの愛し方 （2011年1月、イラスト：イチリ）
- オワ・ランデ! 3 デキないキモチの伝え方 （2011年4月、イラスト：イチリ）
- オワ・ランデ! 4 はるかなエンのムスビ方 （2011年10月、イラスト：イチリ）
- オワ・ランデ! えろすとら 小さな想いのアツメ方 （2012年3月、イラスト：イチリ）
- 俺の目を見てボクと言え!  （2013年6月、イラスト：茶みらい）
- 俺の目を見てボクと言え! 2 （2013年8月、イラスト：茶みらい）
- 銀麗弓姫と甘くない魔法  （2014年7月、イラスト：平賀まつり）

作品はダッシュエックス文庫より刊行
- 精霊医は勇者の変態を癒せるのか!? （2015年8月、みけおう）
- 精霊医は勇者の変態を癒せるのか!?2 （2015年10月、みけおう）

### KADOKAWA/角川書店
作品は角川スニーカー文庫より刊行
- 保育の騎士とモンスター娘（2015年7月、イラスト：森倉円）
- 保育の騎士とモンスター娘2（2015年10月、イラスト：森倉円）
- 師匠どもに告ぐ　いいかげん自重してください（2016年5月、 イラスト：hou）
- 師匠どもに告ぐ2 おとなになってください（2016年7月、 イラスト：hou）
- アウトサイド・アカデミア!!《留年組》は最強なので、チートな教師と卒業します（2017年9月、イラスト：あかさあい (artumph)）
- 最強夢装少女の俺がヒロインに正体バレた結果（2019年2月、イラスト：伊藤宗一）

### ホビージャパン
作品はHJ文庫より刊行
- 龍と狐のジャイアント・キリング 1.鋼鉄機兵のシンプルな倒し方 （2016年10月、イラスト：東西）
- 龍と狐のジャイアント・キリング 2.空飛ぶ機兵の大胆な墜とし方 （2017年2月、イラスト：東西）

### マイクロマガジン社
作品はマイクロマガジン社文庫より刊行
- 絵本の守護者 編集者にドラゴンは倒せますか? (2018年2月、イラスト：山下しゅんや)

作品はマイクロマガジン社より刊行
- ハコオンナ -小説版-（2018年5月、原作：EJIN研究所、イラスト：GENk）

### ゲーム
- ウィッチ・アームス～魔法少女は眠れない～（GREE・2016年5月 - 2018年3月、Mobage/mixi/にじよめ/ヤマダゲーム・2017年5月 - 2018年3月） - シナリオ